# Mausolée royal de Frogmore
Le Mausolée Royal de Frogmore est un mausolée pour la reine Victoria et son mari Albert de Saxe-Cobourg-Gotha. Il se situe dans la Frogmore House, à l'intérieur du Home Park du Château de Windsor dans le Berkshire en Angleterre. Il est classé Grade I par la National Heritage List for England en octobre 1985. Construit entre 1862 et 1871, Albert, mort en 1861, y est enterré en 1871 après son achèvement. Victoria y est enterrée le 4 février 1901 à la suite de sa mort survenue en janvier.

## Histoire
La reine Victoria et son mari ont depuis longtemps l'intention de construire un lieu de repos final spécifique pour eux deux, plutôt que d'être enterrés dans l'un des lieux de repos traditionnels de la royauté britannique, tels que l'Abbaye de Westminster ou la chapelle Saint-Georges dans le château de Windsor. Le mausolée pour la mère de la reine est en cours de construction à Frogmore en 1861, lorsqu'Albert décède en décembre de la même année. Victoria choisit alors l'emplacement du mausolée d'Albert le 18 décembre 1861, quatre jours après le décès de son mari, et des plans sont élaborés Ludwig Gruner et A. J. Humbert, déjà concepteurs du mausolée de la duchesse de Kent. Les travaux débutent sur le site du mausolée le 27 janvier 1862, les plans finaux ayant été approuvés ce jour-même par Victoria. Elle avait précédemment rencontré Humbert et Gruner pour finaliser et approuver leurs conceptions.
La première pierre est posée par Victoria le 15 mars 1862. À l'origine, elle avait l'intention de poser la pierre le premier anniversaire du décès de sa mère, la duchesse de Kent, mais la cérémonie est avancée d'un jour car l'anniversaire tombe un dimanche. Elle est accompagnée de nombreux enfants et membres du personnel de la maison royale. Le coût total de la construction et de la décoration du mausolée est de 200 000 livres, entièrement financé par Victoria et Édouard, prince de Galles, à partir de leurs fonds privés,. Dans sa série d'ouvrages Les Bâtiment d'Angleterre, Nikolaus Pevsner décrit le mausolée comme « le plus bel exemple d'architecture funéraire victorienne en Grande-Bretagne ». Bien que Victoria et Albert soient les seuls inhumés dans la chapelle, le mausolée contient également une dédication à la princesse Alice, deuxième fille de Victoria, morte de la diphtérie peu de temps après sa plus jeune fille May. Au centre de la chapelle se trouve également un monument à la mémoire d'Édouard-Auguste de Kent, le père de Victoria, décédé en 1820 et enterré à la chapelle Saint-Georges de Windsor.
L'une des sculptures du mausolée représente la reine Victoria et le prince Albert en habits saxons. Elle est commandée après la mort du prince Albert et réalisée par William Theed. Elle est dévoilée le 20 mai 1867 au château de Windsor, puis déplacée au mausolée royal en 1938. Le modèle en plâtre, exposé en 1868 à la Royal Academy of Arts, est en prêt à la Royal Collection et à la National Portrait Gallery de Londres. Victoria a écrit dans son journal que l'idée venait de la princesse royale Victoria, sa première fille, et que l'inscription sur le piédestal est une citation de The Deserted Village d'Oliver Goldsmith. Cette inscription fait allusion à la plainte du poète pour la disparition du village imaginaire de « Sweet Auburn ».

## Conception

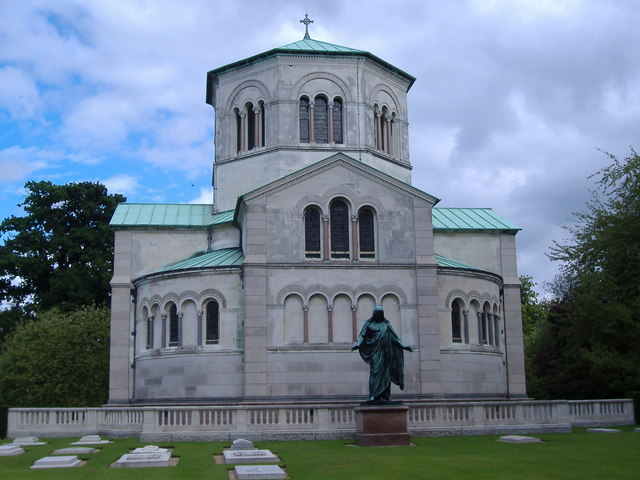
Une photo de 2006 du mausolée royal avec le cimetière royal au premier plan.

Le mausolée royal est conçu par l'architecte A. J. Humbert, selon les plans du professeur Ludwig Gruner. Il adopte la forme d'une croix grecque, avec un diamètre de 70 pieds et une hauteur centrale de 70 pieds. Son style est de type roman. Sa construction se fait avec de la pierre de Portland et du granit. Le toit est recouvert de cuivre australien.
Une inscription latine en bronze au-dessus de la porte peut être traduite comme suite : « Le Prince Albert, mortel, la veuve en deuil, la reine Victoria, veut être enterrée dans ce tombeau, l'année de notre Seigneur 1862. Adieu, toi le plus désiré ! Ici, enfin, je reposerai avec toi. Je me lèvera avec toi en Christ. »
Les mosaïques complexes du porche du mausolée sont conçues et réalisées par Antonio Salviati, pour un coût estimé à 480 livres. Salviati crée des mosaïques de qualité variable en fonction de la distance prévue du spectateur. Les artisans de Salviati à Venise ne parviennent pas à apprécier correctement le plafond bas du porche, ce qui les mécontente du résultat final. Ce mécontentement met en danger ses projets pour le futur mémorial d'Albert, et il offre de rectifier le travail à ses frais. L'intérieur est richement décoré dans le style de la Haute Renaissance, rappelant l'œuvre de Raphaël, un artiste qu'Albert décrit comme « le plus grand artiste de tous les temps ». Ludwig Gruner est responsable de la décoration intérieure. Les murs intérieurs sont revêtus de marbre rouge du Portugal, offert par le roi Louis Ier, cousin à la fois de Victoria et d'Albert, et incrustés d'autres marbres du monde entier, avec un soubassement en marbre de Sienne. Trois chapelles du mausolée présentent des peintures représentant la nativité de Jésus dans la chapelle sud, la crucifixion de Jésus dans la chapelle nord et la résurrection de Jésus dans la chapelle ouest. Un autel est placé dans la chapelle nord. Des peintures des quatre Évangiles ornent les écoinçons de l'octogone central. Des statues des quatre Évangélistes se dressent également dans les niches des pendentifs. Les artistes impliqués dans la décoration intérieure incluent les peintres allemands Julius Frank et Karl Pfänder, l'Italien Nicola Consoni et les sculpteurs allemands Heinrich Baumer, Hermann Hultzsch et Friedrich Rentsch,. La peinture sur le transept d'entrée est l'œuvre de Victoria, princesse royale fille aînée de la reine Victoria.

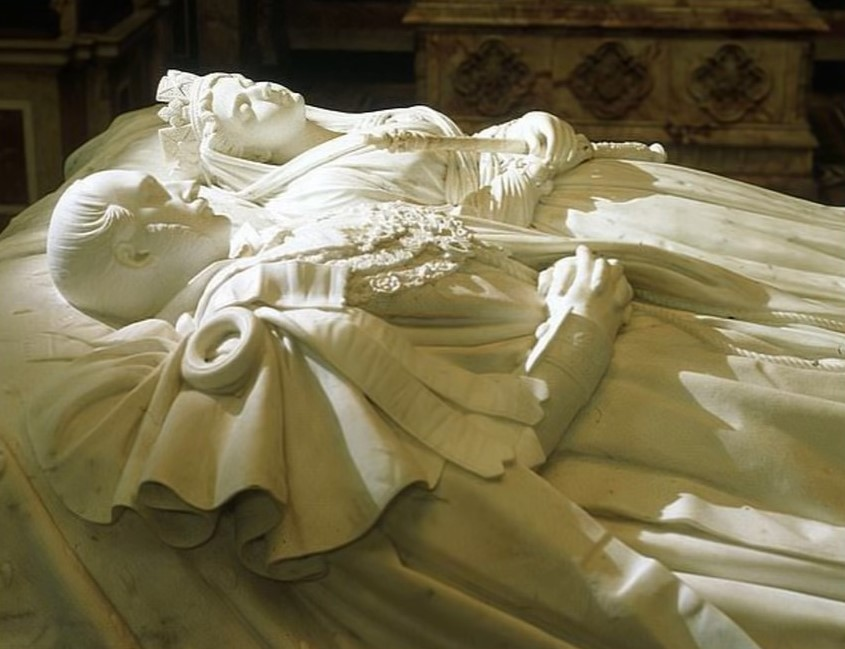
La tombe de Victoria et Albert.

Le centre du mausolée est occupé par le sarcophage contenant les restes de Victoria et d'Albert. Chacun d'eux étant représenté par une effigie en marbre sculptée par le sculpteur italien Carlo Marochetti. L'effigie d'Albert est la dernière œuvre achevée du sculpteur. Albert y est représenté dans son uniforme de maréchal portant l'Ordre de la Jarretière. L'effigie de Victoria a été complétée simultanément et conservée jusqu'à sa mort. Elle a été extraite de la carrière de Cairngail à Longside dans l'Aberdeenshire. Le bloc de granit mesure 10 pieds par 8 pieds par 4 pieds et pèse plus de trente-trois tonnes, mais son poids est descendu à 18 tonnes après avoir été transformé en sarcophage. Le couvercle du sarcophage pèse entre 4,5 et 5 tonnes. La couleur du granit est décrite de trois manières différentes, tantôt comme un gris foncé, tantôt bleu. Le sarcophage repose sur un bloc de marbre noir belge promis à la famille royale par le roi Léopold Ier et offert au mausolée par le roi Léopold II, après la mort de son père en 1865. Des anges agenouillés en prière se tiennent à chaque coin du sarcophage. Ces anges ont été sculptés par Marochetti et coulés par la fonderie parisienne de Ferdinand Barbedienne. Les anges ont été retirés pour la cérémonie d'inhumation de Victoria.
Les fenêtres latérales et celles du dôme sont à l'origine décorées de verre à motifs et des armoiries de la famille de Saxe-Cobourg. Chaque fenêtre met en vedette un ange jouant un instrument de musique. Le vitrail est renouvelé sous la direction d'Édouard VII au début du XXe siècle, et le dôme est repeint à la même époque.

## Restauration
Depuis 2007, le bâtiment est fermé au public, ayant été jugé structurellement instable. Les fondations, en raison de la nature marécageuse du terrain, sont généralement gorgées d'eau, et les parties inférieures du bâtiment sont en train de se détériorer. En août 2011, il a été rapporté que les réparations pourraient ne pas être terminées avant encore dix ans.
En février 2018, le Service royal a annoncé entreprendre des travaux de réparation, prévus pour être achevés d'ici 2023. Ces travaux commencent en juin 2018, avec pour objectif de créer un fossé sec autour du bâtiment et remplacer son toit, le protégeant ainsi du problème de longue date d'infiltration d'eau.

## Représentation dans les arts
Dans le domaine artistique, en 1869, l'illustrateur architectural Henry William Brewer reçoit une commande de la part de la reine Victoria pour réaliser une série de peintures du mausolée. La reine suit de près le travail de Brewer, apparaissant même dans certains de ces images d'une naturel particulièrement intime. Ces peintures sont désormais conservées dans le Royal Collection Trust.